# Hargarten-aux-Mines
Hargarten-aux-Mines – miejscowość i gmina we Francji, w regionie Grand Est, w departamencie Mozela.
Według danych na rok 1990 gminę zamieszkiwało 1107 osób, a gęstość zaludnienia wynosiła 201 osób/km² (wśród 2335 gmin Lotaryngii Hargarten-aux-Mines plasuje się na 340. miejscu pod względem liczby ludności, natomiast pod względem powierzchni na miejscu 965.).